# Interrogatio
Interrogatio (lat. interrogare: fragen, befragen) ist eine musikalische Figur, die zur Untermalung einer Frage in der Musik dient.
Interrogatio ist musikalisch durch eine steigende Melodie (Schritt oder Sprung, häufig eine Sekunde) definiert. Die steigende melodische Gestalt der Interrogatio entstammt der Intonation einer Frage in der Sprache.
Obwohl die Figur Interrogatio in der Musik breite Verwendung fand, wurde sie in theoretischen Schriften eher selten erwähnt. Als eine Figur wurde Interrogatio zuerst bei Johannes Susenbrotus erwähnt (16. Jh.), doch erst im 18. Jh. wurde sie ausdrücklich zu den musikalischen Figuren gezählt.
Der Begriff wurde aus Rhetorik in die Musik übertragen. Im Gegensatz zu Rhetorik kann Interrogatio in der Musik für jegliche Art der Frage stehen: nicht nur für rhetorische, sondern auch für „eigentliche“ Fragen. Wird Interrogatio in der Musik als eine rhetorische Frage verwendet, dient sie zur Verstärkung der Affekte (zum Beispiel Heftigkeit, Empörung, Bewunderung, Bedauern, Zweifel), so Johannes Susenbrotus.
Da Interrogatio für alle Fragen verwendbar ist, kann diese Figur laut Johann Mattheson immer eingesetzt werden, wenn im Text (in der Vokalmusik) ein Fragezeichen vorkommt. Johann Adolf Scheibe vertritt den Standpunkt, dass diese Figur auch in der Instrumentalmusik durchaus verwendet werden kann, allerdings von Sätzen gefolgt sein muss, die einer deutlichen Antwort ähneln. Scheibe empfiehlt, den langsamen Satz mit einer Interrogatio zu schließen, da dies bei den Zuhörern den stärksten Affekt hinterlässt.